# Crooked I
Dominick Wickliffe, conosciuto con lo pseudonimo Crooked I (Long Beach, 23 settembre 1976), è un rapper statunitense.

## Carriera
Originario della California, è membro del supergruppo Slaughterhouse insieme a Joe Budden, Joell Ortiz e Royce da 5'9".
Da solista ha pubblicato il primo album nel 2013.

## Discografia
Album studio
- 2013 - Apex Predator
- 2014 - Sex, Money & Hip-Hop

Raccolte
- 2010 - Hood Star
- 2011 - Planet C.O.B. Vol. 2

Collaborazioni
- 2009 - Slaughterhouse (con gli Slaughterhouse)
- 2012 - Welcome to: Our House (con gli Slaughterhouse)
- 2016 - Statik KXNG (con Statik Selektah)